# Dąbrowa Leśna (Brzezinka)
Dąbrowa Leśna (dodatkowa nazwa w j. kaszub. Lesnô Dąbrowa) – część osady Brzezinka w Polsce, położona w województwie pomorskim, w powiecie bytowskim, w gminie Czarna Dąbrówka.
W latach 1975–1998 Dąbrowa Leśna administracyjnie należała do województwa słupskiego.